# Апостол Јован
Апостол и јеванђелиста Јован (грчки облик јеврејског имена: Јахве је милостив) био је један од првих ученика Исуса Христа, са братом Јаковом. Назива се и Свети Јован Богослов. Јован је био и (према Писму) син Зеведејев и рибар на Галилејском језеру. Јован и Јаков су названи синовима грома, према надимку који им је дао Исус Христос када их је позвао за своје ученике, апостоле. Према предању, умро је у Ефесу, у дубокој старости. Исус Христос је Јована посебно волео, зато што је био живахан, брз, вредан, изузетно одан и марљив ученик. Због ових особина, његовом брату Јакову и њему Христос је дао име Воанергес, што значи: синови грома.
Иако се ауторство над Јовановим делима традиционално приписује Јовану Апостолу, само мањи део савремених научника верује да је он написао то јеванђеље, а већина закључује да није написао ниједно од њих. Без обзира на то да ли је Јован Апостол написао неко од Јованових дела, већина научника се слаже да је све три посланице написао исти аутор и да посланице нису имале истог аутора као Књига Откривења, иако постоји широко распрострањено неслагање међу научника да ли је аутор посланица био различит од аутора јеванђеља.